# Stazione di Lentini
La stazione di Lentini è la principale stazione viaggiatori e merci della città di Lentini (SR) posta sulla linea Messina-Siracusa.

## Storia
La stazione di Lentini venne costruita nell'ambito del progetto di costruzione di ferrovie messo in atto dalla Società Vittorio Emanuele e proseguito con la Società per le strade ferrate della Sicilia, detta anche Rete Sicula. Faceva parte del progetto per connettere mediante la strada ferrata le aree del siracusano con la città e con il porto di Catania per il convogliamento verso i mercati dei prodotti agricoli e soprattutto degli agrumi dell'area lentinese e della Piana di Catania.
La stazione venne costruita alla periferia nord della città di Lentini, in prossimità del Lago di Lentini e venne inaugurata il 1º luglio 1869 in concomitanza con l'apertura all'esercizio della tratta ferroviaria Catania Centrale-Stazione di Lentini. Il 19 gennaio 1871 veniva collegata anche a Siracusa con l'apertura al traffico dell'ultimo tratto di 57,8 km fino alla Stazione di Siracusa.

## Caratteristiche
La stazione consiste di un fabbricato a due livelli posto all'estremità sud del fascio binari. L'edificio di stazione è posto ad ovest dei binari. La stazione è di fermata per tutte le categorie di treni viaggiatori.
Il fascio binari comprende il primo binario di transito e un binario di incrocio e precedenza per servizio viaggiatori e alcuni binari merci. Solo il primo binario è munito di pensilina. I vari binari dello scalo merci e di ricovero si trovano sul lato ovest della stazione. Dalla stazione di Lentini in passato avevano origine molti treni merci per trasporto di agrumi. A partire dalla fine degli anni ottanta il traffico si è sensibilmente ridotto.
Fino alla fine degli anni settanta nella stazione era operativo un apparato centrale elettrico a leve per il comando degli scambi e degli enti di stazione. In seguito venne sostituito da un più moderno apparato centrale elettrico a itinerari.
Il 15 dicembre 2019 il presidente della Regione Siciliana inaugura la stazione, ammodernata. In particolare, è stato creato il sottopassaggio con rampe per disabili e sono stati realizzati nuovi marciapiedi. Il primo e secondo binario sono utilizzati per servizio passeggeri, il terzo binario è tronco.

## Servizi

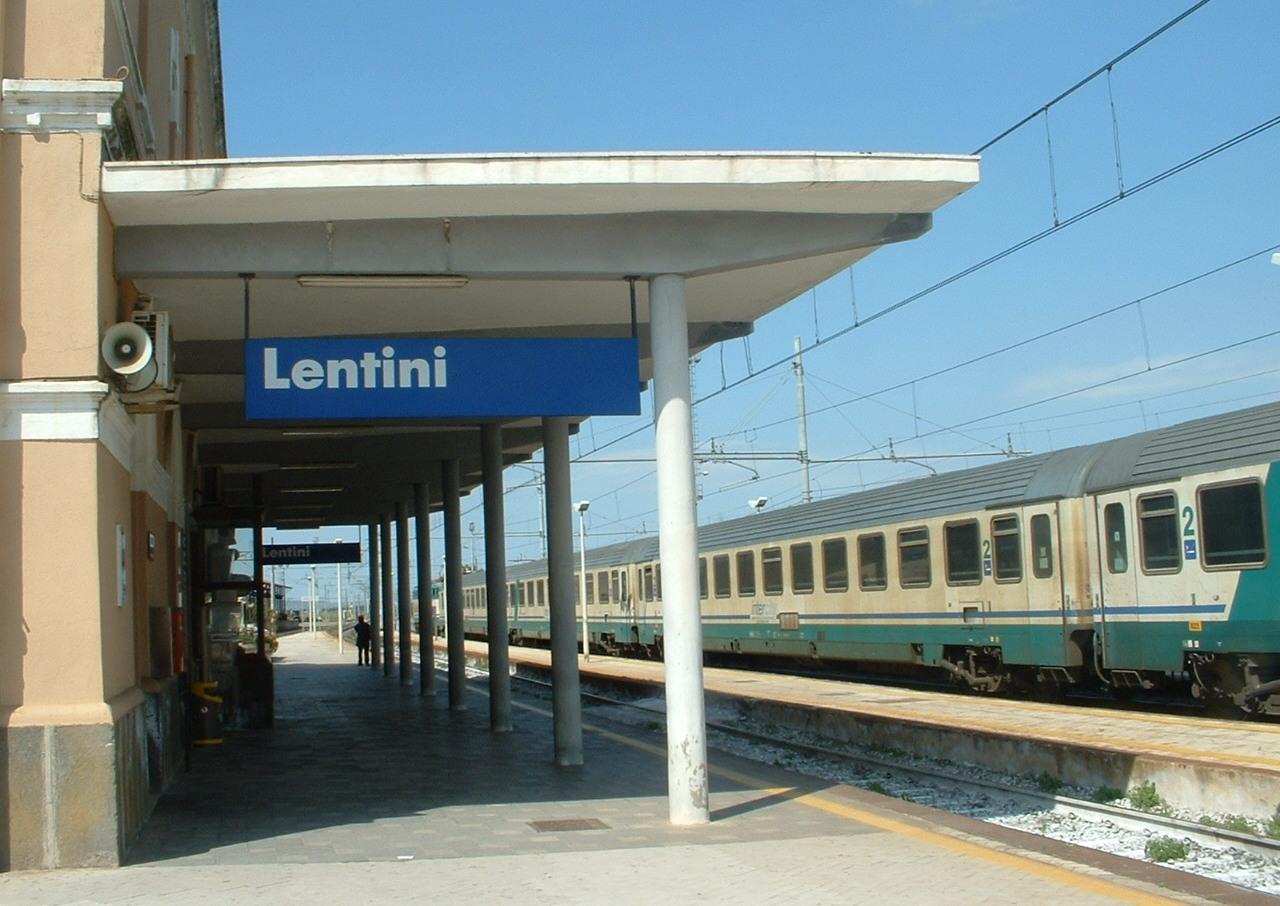
La pensilina del primo binario.

La stazione è dotata di:
- Biglietteria